# Eiskunstlauf-Weltmeisterschaften 1969
Die 59. Eiskunstlauf-Weltmeisterschaften fanden vom 25. Februar bis 2. März 1969 in Colorado Springs (USA) statt.

## Ergebnisse
- P = Pflicht
- PT = Pflichttanz
- K = Kür
- KP = Kürprogramm
- G = Gesamt
- B = Bewertung

### Herren
| Platz | Sportler              | Land                   | P  | K  | G      | B   |
| ----- | --------------------- | ---------------------- | -- | -- | ------ | --- |
| 1     | Tim Wood              | Vereinigte Staaten     | 1  | 1  | 2894,5 | 9   |
| 2     | Ondrej Nepela         | Tschechoslowakei       | 2  | 6  | 2703,3 | 22  |
| 3     | Patrick Péra          | Frankreich             | 3  | 5  | 2684,6 | 27  |
| 4     | Gary Visconti         | Vereinigte Staaten     | 4  | 4  | 2622,4 | 45  |
| 5     | John Misha Petkevich  | Vereinigte Staaten     | 7  | 2  | 2623,4 | 47  |
| 6     | Jay Humphry           | Kanada                 | 5  | 3  | 2652,1 | 41  |
| 7     | Günter Zöller         | DDR                    | 6  | 10 | 2544,9 | 68  |
| 8     | Sergei Tschetweruchin | Sowjetunion            | 8  | 9  | 2531,6 | 72  |
| 9     | Marian Filc           | Tschechoslowakei       | 9  | 7  | 2497,9 | 83  |
| 10    | David McGillivray     | Kanada                 | 13 | 8  | 2482,7 | 87  |
| 11    | Juri Owtschinnikow    | Sowjetunion            | 12 | 11 | 2434,8 | 97  |
| 12    | Philippe Pélissier    | Frankreich             | 11 | 13 | 2405,9 | 106 |
| 13    | Tsuguhiko Kozuka      | Japan                  | 14 | 14 | 2355,6 | 123 |
| 14    | Jacques Mrozek        | Frankreich             | 16 | 12 | ?      | 122 |
| 15    | Günter Anderl         | Österreich             | 15 | 16 | 2319,1 | 134 |
| 16    | Reinhard Ketterer     | BR Deutschland         | 17 | 15 | 2278,4 | 142 |
| 17    | Klaus Grimmelt        | BR Deutschland         | 18 | 17 | 2222,0 | 152 |
|       | Haig Oundjian         | Vereinigtes Königreich | 10 |    |        | Z   |

- Z = Zurückgezogen
- Schiedsrichter: Josef Dědič  Tschechoslowakei
- Assistenzschiedsrichter: Donald H.Gilchrist  Kanada

Punktrichter:
- Benjamin T. Wright  Vereinigte Staaten
- Walter Malek  Österreich
- Jeanine Donnier-Blanc  Frankreich
- Milan Duchón  Tschechoslowakei
- Dorothy Leamen  Kanada
- Wilhelm Kahle  BR Deutschland
- Mollie Phillips  Vereinigtes Königreich
- Konstantin Licharew  Sowjetunion
- Helga von Wiecki  DDR

Ersatz-Punktrichter:
- Rolf J. Steinmann  Schweiz

### Damen
| Platz | Sportlerin            | Land                   | P  | K  | G      | B   |
| ----- | --------------------- | ---------------------- | -- | -- | ------ | --- |
| 1     | Gabriele Seyfert      | DDR                    | 2  | 1  | 2795,5 | 9   |
| 2     | Beatrix Schuba        | Österreich             | 1  | 6  | 2709,4 | 24  |
| 3     | Zsuzsa Almássy        | Ungarn                 | 3  | 4  | 2704,6 | 27  |
| 4     | Julie Lynn Holmes     | Vereinigte Staaten     | 4  | 2  | 2696,2 | 33  |
| 5     | Janet Lynn            | Vereinigte Staaten     | 5  | 5  | 2663,4 | 44  |
| 6     | Linda Carbonetto      | Kanada                 | 9  | 3  | 2616,0 | 53  |
| 7     | Elisabeth Nestler     | Österreich             | 6  | 7  | 2572,8 | 62  |
| 8     | Patricia Dodd         | Vereinigtes Königreich | 7  | 14 | 2495,1 | 89  |
| 9     | Eileen Zillmer        | BR Deutschland         | 8  | 12 | 2487,8 | 91  |
| 10    | Jelena Schtscheglowa  | Sowjetunion            | 12 | 8  | 2492,3 | 87  |
| 11    | Kazumi Yamashita      | Japan                  | 13 | 10 | 2472,1 | 96  |
| 12    | Elisabeth Mikula      | Österreich             | 10 | 11 | 2471,8 | 102 |
| 13    | Rita Trapanese        | Italien                | 11 | 13 | 2461,2 | 105 |
| 14    | Galina Grschibowskaja | Sowjetunion            | 16 | 9  | 2400,6 | 127 |
| 15    | Charlotte Walter      | Schweiz                | 14 | 15 | 2379,0 | 131 |
| 16    | Keiko Miyagawa        | Japan                  | 17 | 16 | 2266,8 | 144 |
| 17    | Janet Schwarz         | Australien             | 18 | 17 | 2108,1 | 153 |
|       | Sonja Morgenstern     | DDR                    | 15 |    |        | Z   |
|       | Hana Mašková          | Tschechoslowakei       |    |    |        | Z   |
|       | Vanessa Jackson       | Südafrika              |    |    |        | Z   |

- Z = Zurückgezogen
- Schiedsrichter: Major Elemér Terták  Ungarn
- Assistenzschiedsrichterin: Sonia Bianchetti  Italien

Punktrichter waren:
- Ardelle K. Sanderson  Vereinigte Staaten
- Walburga Grimm  DDR
- Dagmar Řeháková  Tschechoslowakei
- Ludwig Gassner  Österreich
- Kinuko Ueno  Japan
- Donald B. Cruikshank  Kanada
- Henrik Hajós  Ungarn
- Michele Beltrami  Italien
- Hans Fuchs  BR Deutschland

Ersatz-Punktrichter:
- Rolf J. Steinmann  Schweiz

### Paare
| Platz | Sportler                                  | Land                   | P  | KP | G     | B   |
| ----- | ----------------------------------------- | ---------------------- | -- | -- | ----- | --- |
| 1     | Irina Rodnina / Alexei Ulanow             | Sowjetunion            | 1  | 1  | 421,1 | 9   |
| 2     | Tamara Moskwina / Alexei Mischin          | Sowjetunion            | 3  | 2  | 410,9 | 23  |
| 3     | Ljudmila Beloussowa / Oleg Protopopow     | Sowjetunion            | 2  | 3  | 410,5 | 26  |
| 4     | Cynthia Kauffman / Ronald Kauffman        | Vereinigte Staaten     | 4  | 5  | 405,0 | 36  |
| 5     | Heidemarie Steiner / Heinz-Ulrich Walther | DDR                    | 5  | 6  | 400,0 | 46  |
| 6     | Alicia Starbuck / Kenneth Shelley         | Vereinigte Staaten     | 7  | 4  | 398,7 | 50  |
| 7     | Gudrun Hauss / Walter Häfner              | BR Deutschland         | 6  | 7  | 388,6 | 63  |
| 8     | Melissa Militano / Mark Militano          | Vereinigte Staaten     | 10 | 8  | 374,1 | 75  |
| 9     | Brunhilde Baßler / Eberhard Rausch        | BR Deutschland         | 8  | 9  | 362,8 | 82  |
| 10    | Anna Forder / Richard Stephens            | Kanada                 | 9  | 10 | 363,5 | 90  |
| 11    | Mona Szabo / Pierre Szabo                 | Frankreich             | 11 | 11 | 357,5 | 94  |
| 12    | Linda Bernard / Raymond Wilson            | Vereinigtes Königreich | 13 | 12 | 344,2 | 109 |
| 13    | Evelyne Schneider / Wilhelm Bietak        | Österreich             | 14 | 13 |       | 116 |
|       | Liana Drahová / Peter Bartosiewicz        | Tschechoslowakei       | 12 |    |       | Z   |

- Z = Zurückgezogen
- Schiedsrichter: Karl Enderlin  Schweiz
- Assistenzschiedsrichter: Henry M. Beatty  Vereinigte Staaten

Punktrichter waren:
- Nonna Nestegina  Sowjetunion
- Benjamin T. Wright  Vereinigte Staaten
- Walburga Grimm  DDR
- Emil Skákala  Tschechoslowakei
- Hans Fuchs  BR Deutschland
- Dorothy Leamen  Kanada
- Monique Georgelin  Frankreich
- Ludwig Gassner  Österreich
- Mollie Phillips  Vereinigtes Königreich

Ersatz-Punktrichter:
- Rolf J. Steinmann  Schweiz

### Eistanz
| Platz | Sportler                                 | Land                   | PT | K  | G     | B    |
| ----- | ---------------------------------------- | ---------------------- | -- | -- | ----- | ---- |
| 1     | Diane Towler / Bernard Ford              | Vereinigtes Königreich | 1  | 1  | 259,8 | 7    |
| 2     | Ljudmila Pachomowa / Alexander Gorschkow | Sowjetunion            | 2  | 2  | 252,0 | 16   |
| 3     | Judy Schwomeyer / James Sladky           | Vereinigte Staaten     | 3  | 3  | 250,7 | 24   |
| 4     | Janet Sawbridge / Jon Lane               | Vereinigtes Königreich | 4  | 4  | 246,9 | 27   |
| 5     | Angelika Buck / Erich Buck               | BR Deutschland         | 5  | 5  | 244,6 | 32   |
| 6     | Annerose Baier / Eberhard Rüger          | DDR                    | 6  | 6  | 234,5 | 45   |
| 7     | Susan Getty / Roy Bradshaw               | Vereinigtes Königreich | 7  | 7  | 232,3 | 51   |
| 8     | Dana Holanová / Jaromír Holan            | Tschechoslowakei       | 8  | 8  | 225,8 | 63   |
| 9     | Debbie Gerken / Raymond Tiedemann        | Vereinigte Staaten     | 9  | 13 | 224,0 | 67,5 |
| 10    | Joan Bitterman / Brad Hislop             | Vereinigte Staaten     | 10 | 10 | 220,9 | 74,5 |
| 11    | Donna Taylor / Bruce Lennie              | Kanada                 | 11 | 9  | 223,8 | 72,5 |
| 12    | Mary Church / Tom Falls                  | Kanada                 | 13 | 12 | 218.2 | 84,5 |
| 13    | Ilona Borecz / István Sugár              | Ungarn                 | 12 | 14 | 214,1 | 88   |
| 14    | Tatjana Woitjuk / Wjatscheslaw Schigalin | Sowjetunion            | 14 | 11 | 217,9 | 83   |
| 15    | Edeltraud Rotty / Joachim Iglowstein     | BR Deutschland         | 15 | 15 | 201,7 | 105  |

- Schiedsrichter: Lawrence Demmy  Vereinigtes Königreich
- Assistenzschiedsrichter: H. Kendall Kelley  Vereinigte Staaten

Punktrichter waren:
- Robert S. Hudson  Vereinigtes Königreich
- Mabel Graham  Vereinigte Staaten
- Eugen Romminger  BR Deutschland
- Barbara Lane  Kanada
- Walter Malek  Österreich
- Milan Cuchón  Tschechoslowakei
- Henrik Hajós  Ungarn

## Medaillenspiegel
| Platz | Land                   | Gold | Silber | Bronze | Gesamt |
| ----- | ---------------------- | ---- | ------ | ------ | ------ |
| 1     | Sowjetunion            | 1    | 2      | 1      | 4      |
| 2     | Vereinigte Staaten     | 1    | –      | 1      | 2      |
| 3     | DDR                    | 1    | –      | –      | 1      |
| 3     | Vereinigtes Königreich | 1    | –      | –      | 1      |
| 5     | Österreich             | –    | 1      | –      | 1      |
| 5     | Tschechoslowakei       | –    | 1      | –      | 1      |
| 7     | Frankreich             | –    | –      | 1      | 1      |
| 7     | Ungarn                 | –    | –      | 1      | 1      |